# Bernhard Sticker
Bernhard Rudolf Sticker (* 2. August 1906 in Berlin; † 30. August 1977 in Hamburg) war ein deutscher Astronom und Wissenschaftshistoriker.
Sticker war Assistent von Arnold Kohlschütter von 1928 bis 1945 an der Universitätssternwarte Bonn. 1933 wurde er Mitglied der NSDAP (Mitgliedsnummer 3144199). 1938 promovierte er in Bonn, 1939 habilitierte er sich, und 1953 wurde er außerplanmäßiger Professor in Bonn. 1955 habilitierte er sich in Geschichte der Naturwissenschaften und wurde 1960 Professor und Direktor des – auf seine Initiative und die von Hans Schimank (1888–1979) – neu gegründeten Instituts für Geschichte der Naturwissenschaften an der Universität Hamburg.
Er war mit Heribert M. Nobis im Rahmen der Nicolaus Copernicus Gesamtausgabe Herausgeber einer kritischen (lateinischen) Ausgabe von De revolutionibus orbium coelestium. Für die Enzyklopädie der mathematischen Wissenschaften verfasste er mit Josef Hopmann den Artikel Astronomische Kolorimetrie.

## Veröffentlichungen (Auswahl)
- Erfahrung und Erkenntnis : Vorträge u. Aufsätze zur Geschichte der naturwissenschaftliche Denkweisen 1943 - 1973, Mit einer Einführung von Christoph J. Scriba, Hildesheim : Gerstenberg 1976, ISBN 3-8067-0570-4.
- Verzeichnis der deutschen wissenschaftlichen Zeitschriften 1960, im Auftrag der Deutschen Forschungsgemeinschaft herausgegeben, 5., neubearb. Auflage, Wiesbaden : Steiner 1961.
- Die Notlage der deutschen wissenschaftlichen Zeitschriften, im Auftrag der Deutschen Forschungsgemeinschaft u. unter Mitwirkung von Peter Scheibert dargestellt von Bernhard Sticker, Bad Godesberg : Deutsche Forschungsgemeinschaft 1952.
- Zur Erkenntnis des altnordischen Himmelsbildes, in: Zeitschrift für deutsche Bildung, 13 (1937), Heft 2, S. 65–73.